# V.Smile Pro
 (février 2014).
Si vous disposez d'ouvrages ou d'articles de référence ou si vous connaissez des sites web de qualité traitant du thème abordé ici, merci de compléter l'article en donnant les références utiles à sa vérifiabilité et en les liant à la section « Notes et références ».
La V.Smile Pro, appelée V.Flash à l'international, est une console de jeu vidéo sortie en 2007, conçue et commercialisée par VTech.
Pensée pour les enfants âgés de 6 à 11 ans, elle s'appuie sur le fait d'être éducative.

## Console
La V.Smile Pro est vendue comme étant une évolution par rapport à la V.Smile grâce à un lecteur CD et un processeur LSI ZEVIO 1020, basé sur une architecture ARM9 cadencé à 150 MHz, capable d'affichage de graphismes 3D, couplé à 15 Mo de mémoire vive et 2 Mo de mémoire flash.  
La console a un aspect plus rectangulaire et plus fin par rapport à la console précédente, la V.Smile. La trappe du lecteur CD s'ouvre par le dessus, et le CD, encapsulé dans un boîtier plastique afin de le protéger, s'insère tel quel. Elle est capable de lire des CD audio classiques grâce au support séparé vendu avec la console. Elle dispose d'une sortie audio et vidéo composite stéréo. 
La manette, dont la connectique est un format propriétaire, dispose d'un stick analogique sur le côté gauche, de 4 boutons d'actions situés sur la droite et de 4 boutons centraux.
Bien que les CD soient protégés dans un boîtier plastique, ils sont reconnus, une fois sortis de leur boîtier, comme des CD-Rom classiques par n'importe quel ordinateur, et leur contenu est entièrement accessible, modifiable et copiable. Un CD copié est donc parfaitement lisible par la console dès lors qu'il est inséré avec le boîtier de protection. Elle ne dispose par conséquent d'aucune mesure anti-piratage des jeux.

## Jeux
Durant son existence, la V.Smile Pro a proposé, dans son catalogue, une dizaine de jeux à volonté éducative:
- Bratz Fashion Pixiez: Le Collier Magique
- Cars:  A fond la caisse!
- Disney Princess: L'Aventure enchantée
- Défis Sports
- Scooby-Doo!: Les Civilisations perdues
- Shrek le Troisième: En quête d'Arthur
- Bob l'Éponge: Une idée spongieuse
- Spider-Man: Aventure à Manhattan
- Les Indestructibles: Les Indestructibles à la rescousse
- Dingo'Rallye: Fou! Fou! Fou!

Tous les jeux proposés par la console sont centrés autour de trois modes de jeu. Le mode Parcours Aventure, qui permet de suivre l'histoire proposée par le jeu, le mode Monde du Savoir qui est à volonté éducative à travers différentes fiches éducatives qui inculquent quelques informations et savoirs de base aux enfants, et le mode Atelier création permettant aux enfants de faire quelques créations en lien avec le jeu.  